# Resolució 609 del Consell de Seguretat de les Nacions Unides
La Resolució 609 del Consell de Seguretat de les Nacions Unides, aprovada per unanimitat el 29 de gener de 1988 després de recordar les resolucions anteriors del Consell de Seguretat sobre el tema, així com l'estudi de l'informe del Secretari General de les Nacions Unides sobre la Força Provisional de les Nacions Unides al Líban (FPNUL) aprovada a la resolució 426 (1978), el Consell va decidir ampliar el mandat de la FPNUL durant sis mesos més fins al 31 de juliol de 1988.
El Consell va reiterar el mandat de la Força i va demanar al Secretari General que informés sobre els progressos realitzats respecte a l'aplicació de les resolucions  425 (1978) i 426 (1978).